# 米卡·汉努拉
米卡·汉努拉（芬蘭語：Mika Hannula，1979年4月2日—），瑞典男子冰球运动员。他曾代表瑞典参加2006年冬季奥林匹克运动会冰球比赛，获得一枚金牌。他也获得2006年世界男子冰球锦标赛金牌。